# Amir Kumar
Amir Chand Kumar (Lahore, 10 agosto 1923 – Lucknow, 25 gennaio 1980) è stato un hockeista su prato indiano.
Ha partecipato a due edizioni dei giochi olimpici conquistando altrettante medaglie d'oro con la nazionale di hockey su prato dell'India.

## Palmarès
Olimpiadi
- 2 medaglie:
  - 2 ori (Londra 1948, Melbourne 1956)